# Physcopedaliodes micromaculata
Physcopedaliodes micromaculata är en fjärilsart som beskrevs av Forster 1964. Physcopedaliodes micromaculata ingår i släktet Physcopedaliodes och familjen praktfjärilar. Inga underarter finns listade i Catalogue of Life.